# Monika Mosiewicz
Monika Mosiewicz (ur. 4 maja 1975 w Łodzi) – polska poetka.
Laureatka Nagrody Publiczności oraz nominowana do Nagrody Głównej XII Ogólnopolskiego Konkursu Poetyckiego im. Jacka Bierezina 2006. Za debiutancki tom poezji Cosinus salsa nominowana do Nagrody Literackiej Gdynia 2009 w kategorii poezja oraz do Wrocławskiej Nagrody Poetyckiej „Silesius” 2009 w kategorii debiut roku. Jest adwokatem, mieszka w Pabianicach.

## Poezja
- Cosinus salsa (Wydawnictwo Zielona Sowa, Kraków 2008)